# Ann Parmentier
Ann Parmentier (10 september 1979) is een Belgische atlete, die gespecialiseerd is in de lange afstand en het veldlopen. Zij veroverde vier Belgische titels.

## Biografie
Parmentier verbeterde in 2000 het Belgisch uurrecord. Tussen 2000 en 2002 werd ze drie opeenvolgende keer Belgische kampioene op de halve marathon. In 2001 en 2002 nam ze ook deel aan het wereldkampioenschap halve marathon met een zevenenvijftigste plaats als beste resultaat. In 2001 nam ze op de 10.000 m deel aan de Europese kampioenschappen U23. Ze werd twaalfde in de rechtstreekse finale. Ook in het veldlopen nam ze in 2002 deel aan de Europese kampioenschappen U23. Er werd haar een profcontract voorgesteld, maar ze weigerde en verkoos een wetenschappelijke carrière.
Na enkele mindere jaren, kwam Parmentier in 2009 terug aan de Belgische top met een vierde Belgische titel op de halve marathon.
Parmentier is aangesloten bij Atletiek Zuid-West.

## Belgische kampioenschappen
| Onderdeel      | Jaar                   |
| -------------- | ---------------------- |
| halve marathon | 2000, 2001, 2002, 2009 |

## Persoonlijke records
Outdoor
| Onderdeel      | Prestatie        | Datum             | Plaats     |
| -------------- | ---------------- | ----------------- | ---------- |
| 5000 m         | 16.24,53         | 7 juli 2002       | Brussel    |
| 10.000 m       | 34.26,73         | 3 juli 2002       | Seraing    |
| halve marathon | 1:14.12          | 29 september 2000 | Kuurne     |
| uur            | 17.160 m (ex-NR) | 22 september 2000 | Oudenaarde |

## Palmares

### 5000 m
- 2002:  BK AC – 16.24,53

### 10.000 m
- 2001: 12e EK U23 te Amsterdam  – 35.04,12
- 2002:  BK AC te Seraing – 34.26,73
- 2003:  BK AC te Ninove – 35.16,18
- 2009:  BK AC te Machelen– 36.53,65

### 10 mijl
- 2002:  Oostende-Brugge Ten Miles – 56.31

### halve marathon
- 2000:  BK AC te Kuurne – 1:14.12
- 2001:  BK AC te Kortrijk – 1:19.14
- 2001: 57e WK te Bristol – 1:17.13
- 2002:  BK AC te Nieuwpoort – 1:15.41
- 2002: 63e WK te Brussel – 1:19.32
- 2009:  BK AC te Herve – 1:22.46
- 2014:  BK AC te Sint-Truiden – 1:20.12

### marathon
- 2009: 8e marathon van Eindhoven – 2:50.06
- 2011: 11e marathon van Eindhoven – 2:49.34
- 2012:  BK AC – 2:55.24
- 2012: 27e marathon van Rotterdam – 2:49.22
- 2014: 16e marathon van Berlijn – 2:50.12

### veldlopen
- 2002: 71e EK U23 te Medulin